# České Budějovice jižní zastávka
České Budějovice jižní zastávka je železniční zastávka, která je součástí železniční stanice České Budějovice ve městě České Budějovice v Jihočeském kraji. Nachází se na Lineckém předměstí v nadmořské výšce 395 m nad mořem. Jejím provozovatelem je Správa železnic.
Na zastávce není možnost si koupit jízdenky, cestující si je musí zakoupit ve vlaku. Hned kus po ulici Pařísova je autobusová zastávka. Jezdí tam autobus číslo 10. Ta jezdí z Vidova do Kaliště.[zdroj?]

## Tratě
- České Budějovice – Černý Kříž – mezi zastávkami České Budějovice a Boršov nad Vltavou
- České Budějovice – Summerau – mezi zastávkami České Budějovice a Včelná

## Galerie

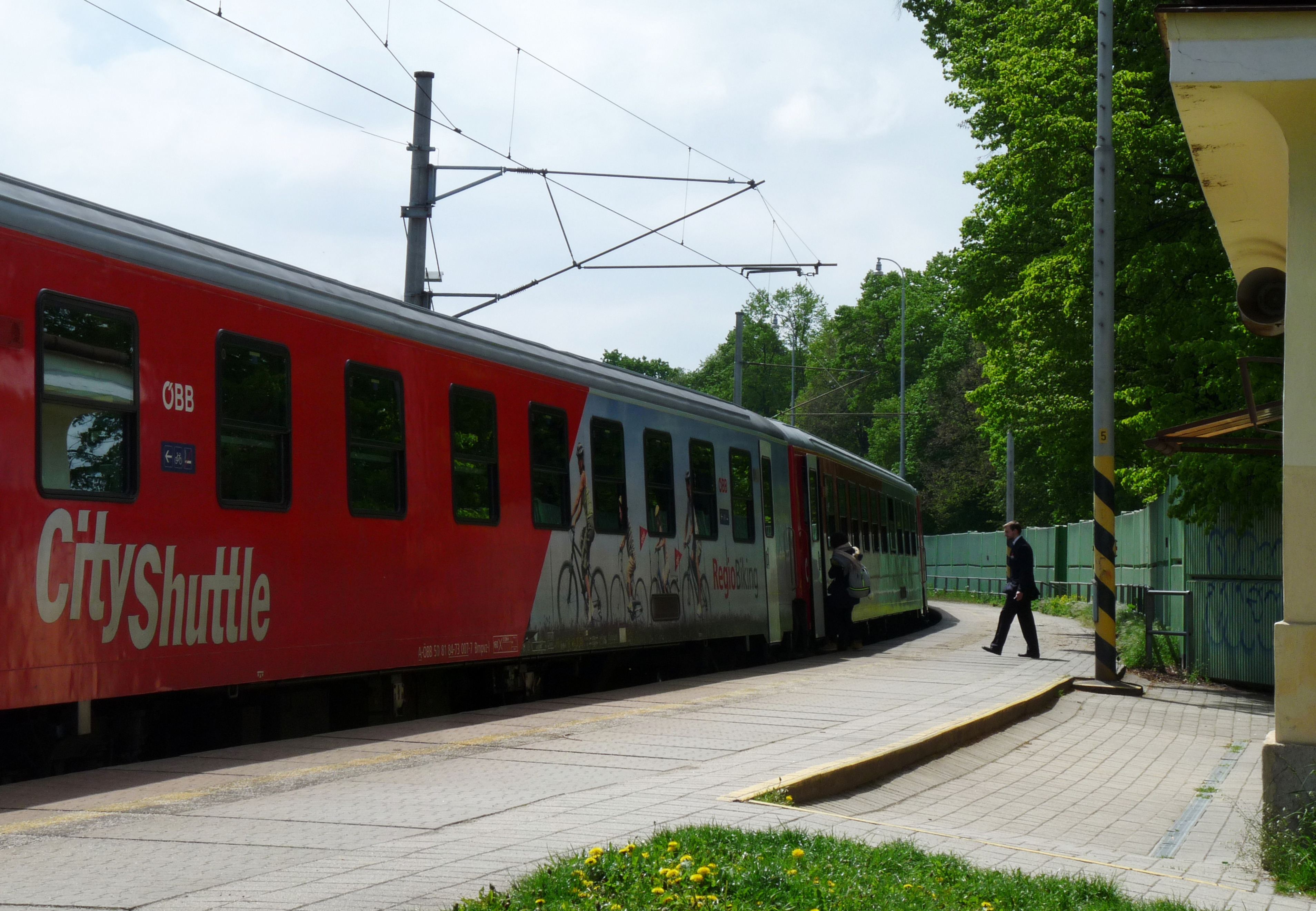
Souprava City Shuttle
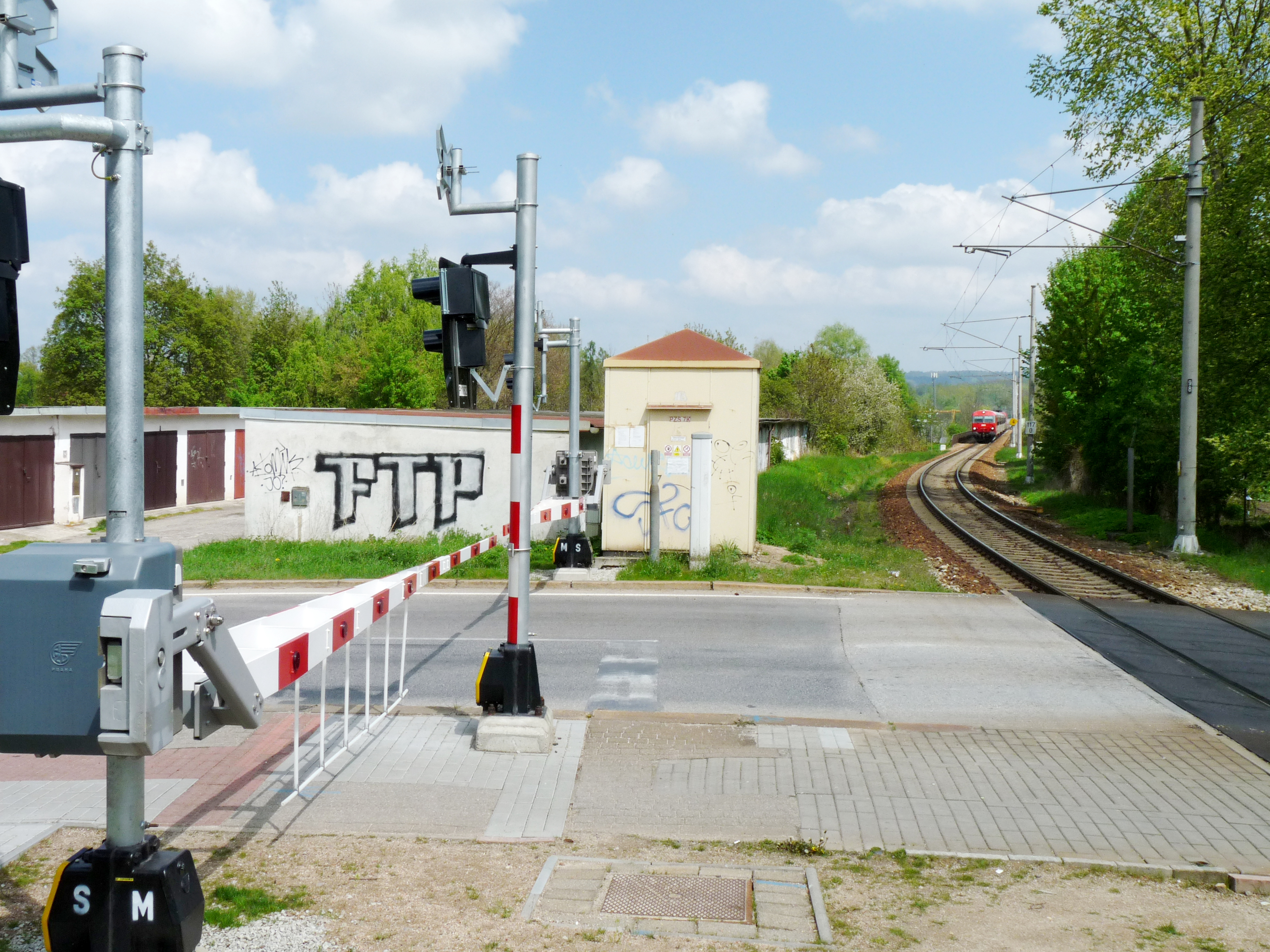
Železniční přejezd u Jižní zastávky
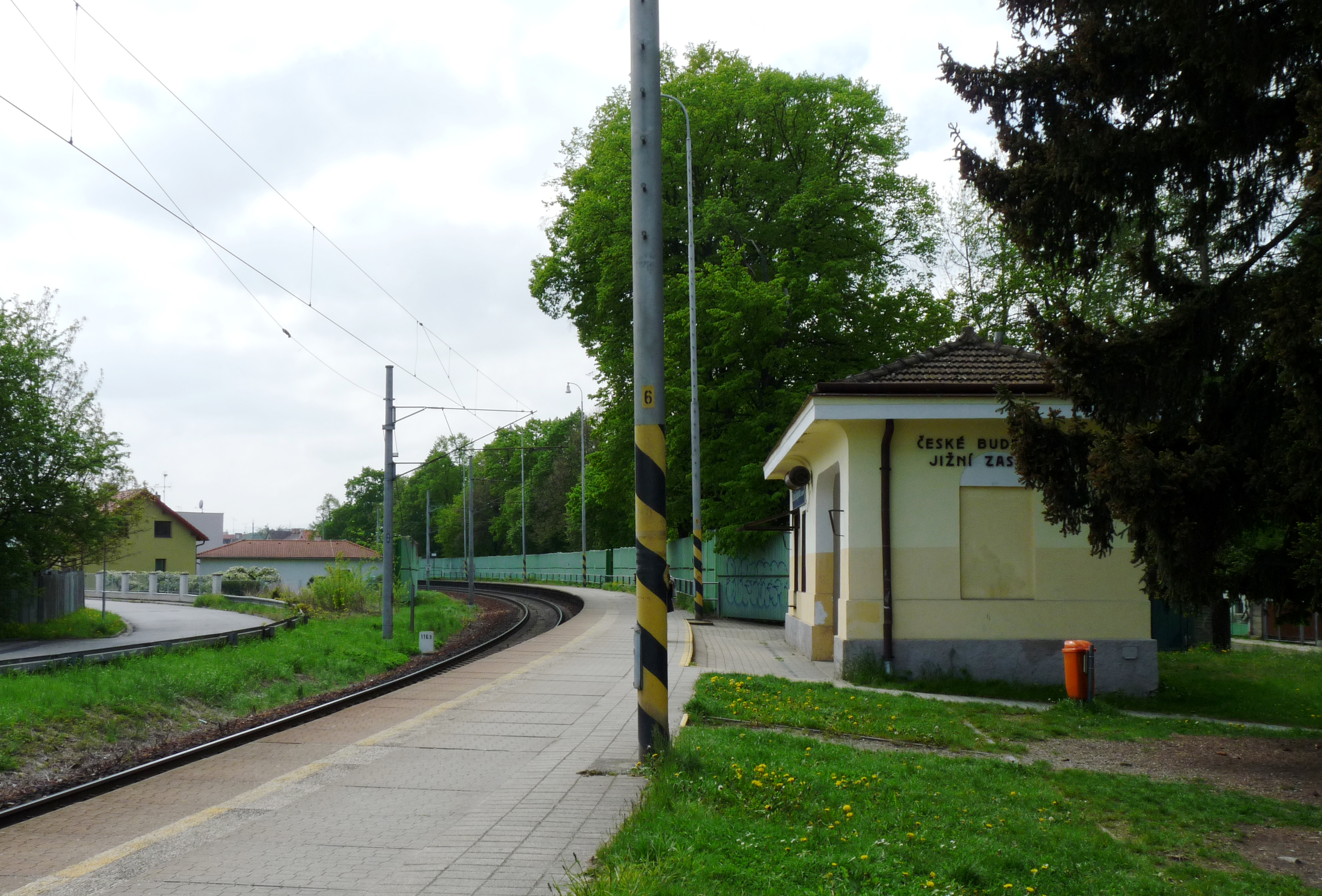
Pohled směrem k jihu